# 天野継吉
天野継吉は、西南の役で肥後国鍋田村山麓口において戦死した明治の陸軍尉官。大尉正七位。明治十年二月二十六日戦死。
長澤淳助三男、福山藩士族天野家第十代当主。九代目天野直之進病身につき長澤家より跡目養子に。
南の関岩村光行寺に葬る。